# Эрскин, Джон, 1-й граф Мар
Джон Эрскин (англ. John Erskine; не позднее 1542 — 28 октября 1572), 1-й граф Мар (с 1565 года), 6-й лорд Эрскин — шотландский барон, глава клана Эрскин, регент Шотландии (1571—1572) в период несовершеннолетия короля Якова VI.

## Биография
Сын Джона Эрскина, 5-го лорда Эрскина (1487—1555) и леди Маргарет Кэмпбелл, дочери Арчибальда Кэмпбелла, 2-го графа Аргайла, и Элизабет Стюарт. В ноябре 1555 года после смерти своего отца Джона Эрскин унаследовал титул 6-го лорда Эрскина.
В период протестантской революции в Шотландии 1559—1560 годов Джон Эрскин, хотя и исповедовал протестантство, занимал умеренные позиции. Будучи комендантом Эдинбургского замка, Эрскин отказался впустить в крепость войска Марии де Гиз в конце 1559 года, а позднее при его посредничестве был заключён Эдинбургский договор, положивший конец периоду французского доминирования в Шотландии. После возвращения в страну королевы Марии Стюарт, Эрскин вошёл в состав государственного совета, причём его жена, Аннабелла Мюррей стала близкой подругой королевы.
В 1565 году Джон получил титул графа Мара, на который Эрскины претендовали уже более века. В период общешотландского восстания против королевы Марии в 1567 году Эрскин присоединился к мятежным лордам и, после свержения королевы, вошёл в состав правительства страны.
Убийство регента Леннокса 3 сентября 1571 года сторонниками Марии Стюарт потребовало назначения нового руководителя страны при малолетнем короле Якове VI. Выбор пал на графа Мара. В стране в это время бушевала гражданская война между приверженцами Марии Стюарт («партия королевы») и протестантским правительством («партия короля»). Престарелый граф Мар не имел достаточного политического таланта для эффективного руководства страной в период кризиса. Фактически лидером правительственных сил стал энергичный Джеймс Дуглас, граф Мортон. Регент и Мортон сосредоточили свои усилия на переговорах с Англией: коренного перелома в гражданской войне можно было добиться только при условии английской военной и дипломатической поддержки. Елизавета I, королева Англии, первоначально не желавшая вмешиваться в шотландские дела, постепенно стала всё более убеждаться в необходимости оказания помощи правительству Шотландии против «партии королевы». На переговорах Елизаветы I и графа Мара рассматривался вопрос о выдаче Марии Стюарт регенту для определения её дальнейшей судьбы в самой Шотландии. Однако смерть графа Мара 28 октября 1572 года приостановила переговоры. Новым регентом страны, при котором, наконец, закончился период смут в Шотландии стал граф Мортон.

## Семья
В 1557 году Джон Эрскин, 1-й граф Мар, женился на Аннабель Мюррей (1536—1603), дочери сэра Уильяма Мюррея, 10-го лэрда из Таллибардина (? — 1562), и Кэтрин Кэмпбелл. Их дети:
- Леди Мэри Эрскин (? — 3 мая 1575), муж с 1573 года Арчибальд Дуглас, 8-й граф Ангус (1555—1588), сын Дэвида Дугласа, 7-го графа Ангуса, и Маргарет Гамильтон.
- Достопочтенный сэр Чарльз Эрскин из Алвы
- Джон Эрскин, 19-й /2-й граф Мар (1562 — 14 декабря 1634), преемник отца. 1-я жена с 1580 года Энн Драммонд (1555—1592), дочь Дэвида Драммонда и Лилиас Рутвен; 2-я жена с 1592 года леди Мэри Стюарт (ок. 1582—1644), дочь Эсме Стюарта, 1-го герцога Леннокса, и Кэтрин де Бальзак.